# 無料
無料（むりょう）とは、その財やサービスの提供について、受益者に代価を求めないことである。「送料は無料になります」「ただいまドリンクの無料サービス中です」「ファミリーレストランの無料クーポン券をもらった」のように使われる。
「無料」の「無」という字は、もともと「人の舞姿」を表していたが、その後「ない」という意味で使われるようになった。「料」の字は本来「はかる」を意味するが、日本では「代金」の意味を持つ。

## 概要
定額料金を支払い、サービスを追加料金不要でいくらでも利用できるという意味で「無料」という言葉が用いられることがある。遊園地のパスポート、食べ放題、リゾートのオールインクルーシブパッケージなどの説明で使われている。
無料を意味する「ロハ」という俗語は、漢字の「只」（ただ）を片仮名に分解すると得られることから来た俗語である。指揮者の小澤征爾の著書「ボクの音楽武者修行」の章タイトルに「インドでのロハ入場」という用例がある。
中国語では、「無料」ではなく、繁体字で免費、簡体字で免费（ミエンフェイ 拼音: miǎnfèi）と書かれる。

## 分類
今日無料で提供されるサービスの多くは、慈善活動・ボランティアとして提供されている物、広告収入によって費用が賄われているもの、顧客獲得の手段として企業の宣伝活動の一環で提供されるもの、政府や自治体、公共団体による費用負担で費用が賄われているもの、有用資源利活用による収入によって費用が賄われているものに大別できる。以下に日本国内において無料で受けることの出来る財・サービスの一例を列挙する。

### 社会貢献・ボランティアとして提供されるもの
これらのものは寄付や自己資金をもとにして利用者に無料で提供される。スポンサーと似ているが、全く宣伝されないことが多く、寄付者一覧の表や寄贈した物に名前やロゴが程度である。
- フリーソフト - しばしば「自由な」ソフトウェアという意味のフリーソフトウェアと混同されるが、「無料の」ソフトウェアであるフリーソフトは、作者の意志により無料で提供されている。作者へ電子メールを送るメールウェアや、任意のカンパウェアもフリーソフトである。
- ウェブサイト - ボランティアや寄付によって運営され、利用者は無償で利用できる。例としてはウィキメディア財団が運営するオンライン百科事典のウィキペディアがある。
- エリアメール - 2007年のサービス開始時には、受信者の費用負担はないものの、送信側の国や地方公共団体から利用料金を徴収していたが、東日本大震災後にNTTドコモが策定した「新たな災害対策」の一環として、「より多くの方々に安心安全がご提供できるよう」にするため、送信側も無料化された[2]。

### 広告収入によって賄われているもの
これらのものは様々なスポンサーが広告を表示させ、その広告料を収入源として利用者に無料で提供される。
- テレビジョン放送、ラジオ - 民間放送局の多くは広告収入を元に番組を制作し、視聴者に視聴料を求めていない。
- フリーペーパー - 無料で買うことが出来る冊子、広告や有料記事の掲載を原資としている。
- アドウェア - フリーソフトの中には、画面上に表示される広告を収入源に制作されているものもある。
- インターネットサービスプロバイダ - インターネット接続サービスを、専用のソフトウェアを導入させることで、画面の一部に広告を表示させ、Wi-Fiを無料で提供する企業が複数存在する。インターネット上のコンテンツの多くも、広告収入を元に提供されている場合が多い。例としてライブドアがある。また、駅などにおいて一定時間広告を出し、後に無線LANによるインターネットの接続が無料となるサービスも普及している。例としてFREESPOT等がある。
- ウェブサイトやメールマガジンは、企業運営・個人運営を問わず無料で提供されることが多く、サーバ運営費は提供者や企業の資金で賄うものや、インターネット広告やバナー収入を収入源としているものが多い。
- 東京の日本橋・丸の内では、企業がスポンサーとなる無料バスが走っている。

### 顧客獲得の手段として提供されるもの
顧客データを獲得する為、顧客に対象商品を購入させる為、顧客に付随商品を購入させる為、顧客に商品購入のおまけとして与えるものがある。自社の広告を付けて無料配布する場合もある。
- 試供品 - 化粧品など実際に試用することで継続利用の意志が生まれる商品の通信販売においては、初回利用時に限り商品が無料で提供されることがある。
- 体験版 - PC用のゲームソフトやアプリケーション、またはコンシューマーゲーム機用ゲームソフトなど。内容・機能の一部をカットする、入出力データの容量制限を設ける、出力データにノイズを重畳する（画像に透かしや斜線、音声にビープ音など）または試用期間を定めるなどの制限が設けられている。ゲームソフト全般の場合に限り、その殆どが冒頭などのごく一部のみの収録で対応している。
- ウェブブラウザや電子メールクライアント - マイクロソフトのブラウザ、Microsoft Internet ExplorerがMicrosoft Windowsと抱合せて無料で提供されたことで、Netscape Navigatorは市場シェアを大きく失った。その他にも、オペレーティングシステムやインターネットに関係するコンテンツ、アプリケーションソフトウェアの中には、市場開拓の手段として無料で提供し、将来的に付加サービスなどを有料化するものがある。この手法については「寡占状態を利用した市場独占である」として、企業対企業、あるいは企業対国家の独占禁止法訴訟が起こっている。
- フリーミアム - 基本機能を無料で提供して、上位機能やアイテム課金によって収益化を図るビジネスモデル。
- サービス品
  - 日本の都市の駅前や街角ではポケットティッシュが無料で配られることがある。企業の広告が袋に印刷されていたり、挟み込まれたりしており、この受け取り、閲読をしてもらうためにティッシュペーパーがつけられている。
  - ほかに、旅館、店舗銘のマッチなどもあり、広告を兼ねている。
- 電話帳 - 日本電信電話(NTT)が発行する物は、電話回線契約者に追加費用なしで無料配布。NTTが発行する以外の電話帳には、店舗名などの広告で収入を得て、無料配布されている物もある。
- チケット
  - プロ野球、Jリーグなどのスポーツ観戦チケットをスポンサーが顧客に配ることがある。
  - 映画、コンサート等各種イベントのチケットを招待券として配ることがある。
  - イベントのサービスとして、宿泊施設のチケットを配る場合もある。
- 携帯電話 - 旧型機や販売促進時の本体のみ
- 還元品 - 商品購入の対価として顧客に対して配るもの。その店舗やサービスを今後とも利用してもらう為、顧客を放さない為の意味合いが強い。
- 無料送迎バス - 鉄道駅から遠い場所に立地するオフィスビル、ショッピングセンター、ホテル・旅館、日帰り温泉、公営競技などの施設に、来客者の便を図り、集客率を上げるために、無料のバス、タクシーサービスを用意している例が各地にある。

### 行政サービス
地方公共団体によっては行政サービスを無料で提供していることがあり、地方公共団体の費用負担によって賄われる。
- ごみ（廃棄物）収集 - 無料で収集する自治体もある。利用にあたり利用者に費用の負担を求める（有料化）自治体も増えている。
- 義務教育は教育基本法第4条2項により、授業料や教科書が無料である。
- 公立図書館は、図書館法第17条により、図書館資料を無料で利用可能としなければならない。
- 公衆トイレは実質、地方自治体や公共団体で賄われている。中には有料のものもある。海外の温暖な地域では、公衆トイレに無料の冷水シャワーを設置している例もある。
- 公園の水道水は実質、地方公共団体や利用者の水道料金で賄われている。
- 入浴施設 - 温泉地では、地元住民専用の無料入浴施設を設置している例が少なくない。近年では、誰でも無料で利用できる足湯を設置して、観光促進を促す地域もある。
- 一部の自治体では保育園や幼稚園が無料で利用できる。
- 一部の自治体では18歳以下の子供や高齢者の医療費が無料となる。
- 公共交通
  - 一部の自治体では、自治体が運行している福祉バスを無料で利用できる。誰でも無料で利用できるものもあるが、利用に制限がある場合もある。また、有料のコミュニティバスに移行した自治体も多い。
  - 一部の自治体では、身体障害者、知的障害者、戦傷病者、原爆被爆者、高齢者などが鉄道、バス等の交通機関料金を無料で利用できる。ごみの処分同様に、公営バスの高齢者無料制度も、自治体によっては廃止、または一部負担制度への移行が進んでいる。
- 役所の申請書
- インターネット接続サービス - 図書館などでの無料利用。公共施設内のフリースポットなど。

### 有用資源利活用による収入によって費用が賄われているもの
- 江戸時代等では、紙や有機物から糞尿に至まで、様々な資源が広く利活用され、ごみとして処分される資源はほとんどなかった。日本には古来、適材適所という言葉がある。また、イギリスのCivil Amenities Actでは、アメニティを“the right thing in the right place”と定義している。[3] もったいない（勿体無い）とは、仏教用語の「物体（もったい）」を否定する語で、物の本来あるべき姿がなくなるのを惜しみ、嘆く気持ちを表している。「物の価値を十分に生かしきれておらず無駄になっている」状態やそのような状態にしてしまう行為を戒める意味で使用される日本語の単語である。
- 都市鉱山(英語：urban mine) は都市でゴミとして大量に廃棄される家電製品などの中に存在する有用な資源（レアメタルなど）を鉱山に見立てた言葉である。そこから資源を再生し、有効活用しようというリサイクルの一環となる。
- 都市林業(英語：urban forestry) - 自治体や造園会社等では、緑化樹木維持管理の発生材を廃棄物として処分しているが、近年、それらが重要な木材資源であるという認識が高まって来ており、最近では、特定の樹木の剪定を無料で行う事例も見られる。

### 日本国内で無料であることが多いもの
- 日本の飲食店では冷水やお茶を無料で提供することが多い（ファストフード店などを除く）。ただし、ミネラルウォーターを注文すれば勘定につけられるし、自宅で使用する水は水道料金の内（但し、安全な水を利用者まで送り届けるサービスの対価であると解釈することもできる）。日本国外では、レストランや喫茶店等で「お冷」を注文すれば、当然の事ながら「有料」である。
- 飲食店における割り箸の提供は、日本と中国では原則無料である。中国の飲食店では有料となっている場合もあるが、その場合、洗って繰り返し使っているプラスチック箸を用意してあり、無料で使える。

### その他の無料
- 公共交通では大人と同伴する場合に限り幼児が無料となるものが多い。
- 公共交通に似た形で、大人と同伴する場合に限り幼児・子供が無料で利用できるサービスを行っている遊園地や飲食店（主に食べ放題）などもある。
- 大規模公園や遊園地の中には、入園料が無料である代わりに駐車場料金をやや高額に設定している施設もある。
- 多くのスキー場では入場料無料で、リフトの乗車料金を取る方法で収益化している。
- 有料道路の中には、「道路構造や交通流の関係上、料金所を配置できない[4]」「夜間に収受員を置くと費用倒れになる[5]」などの事情により、一部の区間・時間帯において無料で通行可能となっている例がある。